# CdZ-Gebiet Elsass
2 août 1940 – 1945
(5 ans)
Entités précédentes :
- France
(Bas-Rhin, Haut-Rhin)

Entités suivantes :
- France
(Bas-Rhin, Haut-Rhin)

Le CdZ-Gebiet Elsass ou CdZ-Gebiet Elsaß (en français : Territoire du chef de l’administration civile en Alsace) est une subdivision territoriale du Troisième Reich établie à la suite de l’annexion de l’Alsace par le Reich allemand en 1940 et correspondant aux départements français du Bas-Rhin et du Haut-Rhin.
Le territoire est placé sous l’autorité du Gauleiter Robert Wagner au sein du Gau Baden-Elsass. Il disparaît avec la libération de l'Alsace en 1945.